# Psychopathologie de la vie quotidienne
Sur la psychopathologie de la vie quotidienne (Zur Psychopathologie des Alltagslebens) est un ouvrage de Sigmund Freud, publié en 1901.

## L'ouvrage
Par cet ouvrage, Freud souhaite faire connaître du grand public l'existence de l'inconscient « tel qu'il se laisse entrevoir à travers des ratés du refoulement » que sont les actes manqués que Freud définit comme des actes non-intentionnels qui ont un effet sur la vie quotidienne : oublis, lapsus, négations ou méprises. Freud a montré que les actes manqués étaient, « comme les symptômes, des formations de compromis entre l'intention consciente du sujet et le refoulé ». Il développe l'idée que les actes manqués ne sont pas « le fait du hasard ou de l'inattention », mais qu'ils sont produits par l'intervention d'une idée refoulée qui vient perturber le discours ou la conduite du sujet. Le rapprochement opéré par Freud entre ces différentes productions de l'intention est plus évident en langue allemande, où les mots oubli (das Vergessen), lapsus linguae (das Versprechen), erreur de lecture (das Verlesen), lapsus calami (das Verschreiben), méprises de l'action (das Vergreifen), le fait d'égarer un objet (das Verlieren), ont le même préfixe.

## Les idées
Freud étudie dans le premier chapitre le cas des oublis de noms propres : à partir de l'oubli d'un nom et sa substitution par d'autres noms, il fait la déduction que cette opération de substitution représentait un compromis entre ce qu'il avait oublié et ce dont il voulait se souvenir. Dans les chapitres suivants, il s'intéresse aux oublis de mots de langues étrangères, l'oubli de noms et de suites de mots et l'oubli d'impressions et de projets. Il s'intéresse également à la façon dont un souvenir apparaît sous la forme substitutive d'un souvenir écran, lorsque son contenu se heurte à des résistances et ne peut apparaître comme tel. Un chapitre est consacré aux lapsus linguae, phénomène par lequel un mot est substitué à un autre. Freud développe l'idée qu'il s'agit d'un effet d'une perturbation induite par « l'intervention d'une idée refoulée ». D'autres chapitres concernent les erreurs de lecture et d'écriture, les méprises et maladresses, etc. Freud estime, dans la dernière partie, qu'il existe « deux types de hasard » : « un hasard externe, lié à des causes qui n'appartiennent pas au domaine psychologique », et « un hasard interne dans lequel le déterminisme psychique joue un rôle central » : les actes manqués étant « le produit d'une intention inconsciente qui se substitue à une intention consciente ».

## Table des matières
Il s'agit de la table des matières établie pour la première édition française de Samuel Jankélévitch en 1922. Les tables des autres éditions peuvent différer légèrement.
1. Oubli de noms propres
2. Oubli de mots appartenant a des langues étrangères
3. Oubli de noms et de suites de mots
4. Souvenirs d'enfance et « souvenirs-écrans »
5. Les lapsus
6. Erreurs de lecture et d'écriture
7. Oubli d'impressions et de projets
8. Méprises et maladresses
9. Actes symptomatiques et accidentels.
10. Les erreurs
11. Association de plusieurs actes manqués
12. Déterminisme. Croyance au hasard et superstition. Points de vue

## Éditions
- Zur Psychopathologie des Alltagslebens. Über Vergessen, Versprechen, Vergreifen, Aberglaube und Irrtum, Berlin, Karger, 1901.
- Psychopathologie de la vie quotidienne (1922), Payot, coll. « Petite Bibliothèque Payot », no 97, 2004,  (ISBN 2-228-89402-8), en ligne.
- Sur la psychopathologie de la vie quotidienne, Œuvres complètes de Freud / Psychanalyse - vol. V, 1901, Paris, PUF, 2012,  (ISBN 978-2-13-058049-2)